# Fiałkowo
Fiałkowo – osada w Polsce położona w województwie wielkopolskim, w powiecie poznańskim, w gminie Dopiewo.
W latach 1975–1998 miejscowość administracyjnie należała do województwa poznańskiego.
Nazwa osady (dawniej Fijałkowo) pochodzi od słowa 'fiołek'.